# 2020年ミス香港選挙
2020年ミス香港選挙（2020ねんミスホンコンせんきょ、英語: Miss Hong Kong 2020）は2020年に行われた、香港のテレビ局である無綫電視による、ミス香港を選出するための選挙。その決勝戦は2020年8月30日に将軍澳のテレビシティで開催された。

## 順位
- グランプリ：謝嘉怡（Lisa Tse／リサ・ツェー）
- 2位：陳楨怡（Celina Harto／セリーナ・チャン）
- 3位：郭柏妍（Rosita Kwok ／ロジータ・クォック）